# Jardín de extremidad
Jardín de extremidad  es el cuarto álbum del grupo de nu metal argentino Cabezones, lanzado en 2005.

## Lista de canciones
1. Alud
2. Planear
3. Bienvenidos
4. Mi pequeña infinidad
5. Cada secreto
6. Inmóvil
7. Pasajero en extinción
8. Flotándonos
9. Imán
10. Frágil
11. Un viaje tenue
12. Buenas noches

## Músicos
- Cesar Andino: Voz.
- Esteban Serniotti: Guitarra y coros.
- Gustavo Martínez: Bajo.
- Alejandro Collados: Batería.